# États généraux de la presse écrite
Les États généraux de la presse écrite (EGPE) sont un grand rassemblement de réflexion et de concertation, sur le modèle du Grenelle Environnement ou des assises du journalisme, organisé de septembre 2008 à janvier 2009 par Nicolas Sarkozy, pour élaborer des mesures de sauvegarde de la presse française d'un montant de 600 millions d'euros. Quatre groupes de travail ont été mis en place, coordonnés par un comité de pilotage dirigé par Bernard Spitz. Au total, plus de 150 professionnels y ont participé pendant trois mois. Leurs propositions ont débouché sur un "Livre vert" de 183 pages présentant plus de 90 recommandations et sur la loi portant création de la Commission des droits d'auteur des journalistes.

## Histoire
Les EGPE sont ouverts par le président de la République le 2 octobre 2008, au moment où de grands journaux comptent sur la publicité sur Internet pour compenser leur baisse des ventes. Coordonnés par Emmanuelle Mignon, l’ancienne directrice de cabinet du Président de la République, ils ont été préparés par la publication le 17 septembre 2008 du rapport commandé en juin à Danièle Giazzi, députée UMP, qui recommande de mettre fin au statut coopératif légal de l'AFP pour en faire une société par actions. L'État décide au même moment de ne plus indexer sur l'inflation les abonnements à l'AFP des services publics.
Invité, le site d'information payant Mediapart claque la porte le 23 octobre 2008 car selon lui les patrons de la presse écrite refusent tout débat. Les trois premiers syndicats de journalistes critiquent à plusieurs reprises l'organisation. Le 20 octobre, le SNJ "déplore la sous-représentation criante des journalistes au bénéfice des éditeurs": leurs représentants invités ne sont qu'une poignée sur 150 participants. Les sociétés de journalistes s'étonnent de n'avoir qu'un seul invité. Le 27 novembre le SNJ-CGT quitte les EGPE en accusant le gouvernement de vouloir sortir définitivement des règles issues de la Libération pour défendre le pluralisme. Il est suivi le 2 décembre par la CFDT journalistes, qui dénonce la "déréglementation", qui "va concrètement empêcher les journalistes d’effectuer leur travail d’information du public".
Le "Livre vert" de 183 pages remis le 8 janvier 2009 dans la foulée des États généraux de la presse écrite amène l'État à consacrer 200 millions d'euros d'aides supplémentaires par an sur trois ans, sans compter la modernisation des imprimeries. Il décide de reporter d'un an la hausse des tarifs postaux décidée en juillet 2008 et prend à sa charge le coût de 24 millions d'euros. De 8 millions par an, les aides au portage de presse sont passées à 70 millions d'euros par an de 2009 à 2011. 
Les droits d'auteur des journalistes sont analysés par les partenaires sociaux participant aux Etats généraux, sous la forme de 3 cercles concentriques, selon que l'œuvre est utilisée pendant ou après la première publication, et à l'intérieur ou à l'extérieur du titre de la première publication. Ces trois cercles vont ensuite inspirer la réforme du  Code de la propriété intellectuelle (CPI). Le troisième cercle inclut deux sous-catégories, selon que l'œuvre est réutilisée dans un titre appartenant à la même "famille cohérente de presse" ou non:
- Le cercle 1 (article L 132-37 du CPI): pour une première utilisation de ses articles dans le titre de presse et sa période de référence (une journée pour un quotidien, une semaine pour un hebdomadaire, un mois pour un mensuel), le journaliste reçoit déjà un salaire ou une pige. Il ne peut prétendre en plus à des droits d'auteur.
- Le cercle 2 (article L 132-38 du CPI): pour une réutilisation dans le même titre de presse, au-delà de la période de référence (par exemple un article laissé sur Internet ou réutilisé dans un supplément), le journaliste peut exiger des droits d'auteur. Il faut dans ce cas un accord collectif, même si le journaliste a donné un accord individuel.
- Le cercle 3 (article L 132-39 et L 132-40 du CPI): pour la réutilisation hors du titre de presse, le journaliste peut exiger des droits d'auteur. Deux sous-catégories peuvent être distinguées:
  - Le cercle 3-A (article L 132-39 du CPI): pour un autre titre d'une même "famille cohérente de presse", à condition que la CDAJ reconnaisse l'existence de cette "famille cohérente de presse". Il faut dans ce cas un accord collectif.
  - Le cercle 3-B (article L 132-40 du CPI): pour un autre titre. Il faut dans ce cas un accord collectif ou bien l'accord individuel du journaliste.

Ces trois cercles sont repris dans la loi de juin 2009, durcie par un amendement à la loi de 2009, portant création de la Commission des droits d'auteur des journalistes, proposé par Christian Kert (UMP), selon lequel "la collaboration entre une entreprise de presse et un journaliste professionnel porte sur l'ensemble des supports du titre de presse (…) sauf stipulation contraire dans le contrat de travail ou dans toute autre convention de collaboration ponctuelle".
Parmi les autres proposition retenues, le président de la République reprend celle du pôle présidé par Bruno Frappat, président de Bayard Presse, consistant à annexer une charte de déontologie à la convention collective nationale de travail des journalistes et décide qu'un "comité des sages" présidé et nommé par Bruno Frappat va se réunir pour élaborer un texte soumis à la concertation. Nicolas Sarkozy reprend aussi l'idée de Bruno Frappat d'une charte de déontologie dans chaque titre de presse.
Des manifestations se voulant similaires ont eu lieu dans d'autres pays, comme le Cameroun, qui organise quatre ans plus tard, en 2012, ses "États généraux de la communication", entachés par l'arrestation de trois journalistes, selon l'organisation Reporters sans frontières.